# San Rafael (Chihuahua)
San Rafael es una comunidad del municipio de Urique en el estado de Chihuahua. Fundada a partir de la llegada del ferrocarril a la zona o tal vez antes, las personas más longevas de la localidad afirman su fundación entre las décadas 1940 y 1950. Esta comunidad, a pesar de no ser la cabecera municipal de Urique, es uno de los pueblos más importantes por ser la localidad más poblada, superando a otros pueblos como Urique o Bahuichivo.  Además es la puerta del municipio hacia la capital del estado y tiene el carácter de sección municipal.

## Actividades Económicas
Desde hace ya varias décadas, la población de San Rafael se ha dedicado a la explotación forestal; la cual es la actividad económica primordial de la comunidad, algunos pobladores se dedican a la ganadería y la siembra y cosecha del sorgo
Otras actividades de la comunidad son los servicios educativos como las primarias Justo Sierra, CIS,  Melchor Ocampo, La Secundaria Es-72 o la preparatoria semi pública ubicada dentro del pueblo.

## Recursos Naturales del Pueblo
Por estar localizado dentro de la sierra madre occidental, el pueblo ha tenido acceso a los recursos forestales desde sus inicios, sin embargo el uso excesivo de los árboles de la zona ha llevado a una explotación sin precedentes en las últimas tres décadas.
A pesar de la prosperidad y crecimiento poblacional de los últimos años, el pueblo ha carecido del recurso del agua por muchos años, por ello el gobierno estatal de Chihuahua inicio recientemente un programa de abastecimiento de agua para la comunidad usando las aguas de la presa Situerachi del municipio de Bocoyna.